# Vaudabla
Vodable és un municipi francès situat al departament del Puèi Domat i a la regió d'Alvèrnia-Roine-Alps. L'any 2007 tenia 195 habitants.

## Demografia

### Població
El 2007 la població de fet de Vodable era de 195 persones. Hi havia 82 famílies de les quals 16 eren unipersonals (8 homes vivint sols i 8 dones vivint soles), 27 parelles sense fills, 31 parelles amb fills i 8 famílies monoparentals amb fills.
La població ha evolucionat segons el següent gràfic:
Habitants censats

### Habitatges
El 2007 hi havia 125 habitatges, 79 eren l'habitatge principal de la família, 32 eren segones residències i 14 estaven desocupats. 122 eren cases i 3 eren apartaments. Dels 79 habitatges principals, 70 estaven ocupats pels seus propietaris, 8 estaven llogats i ocupats pels llogaters i 2 estaven cedits a títol gratuït; 3 tenien dues cambres, 17 en tenien tres, 19 en tenien quatre i 40 en tenien cinc o més. 59 habitatges disposaven pel capbaix d'una plaça de pàrquing. A 27 habitatges hi havia un automòbil i a 49 n'hi havia dos o més.

### Piràmide de població
La piràmide de població per edats i sexe el 2009 era:
| Homes | Edats   | Dones |
| ----- | ------- | ----- |
| 0     | 95 o +  | 0     |
| 0     | 90 a 94 | 0     |
| 8     | 85 a 89 | 4     |
| 4     | 80 a 84 | 4     |
| 0     | 75 a 79 | 4     |
| 4     | 70 a 74 | 4     |
| 8     | 65 a 69 | 8     |
| 0     | 60 a 64 | 0     |
| 8     | 55 a 59 | 8     |
| 4     | 50 a 54 | 4     |
| 8     | 45 a 49 | 8     |
| 16    | 40 a 44 | 8     |
| 4     | 35 a 39 | 8     |
| 8     | 30 a 34 | 8     |
| 12    | 25 a 29 | 4     |
| 8     | 20 a 24 | 4     |
| 20    | 15 a 19 | 4     |
| 4     | 10 a 14 | 4     |
| 0     | 5 a 9   | 0     |
| 4     | 0 a 4   | 4     |

## Economia
El 2007 la població en edat de treballar era de 120 persones, 95 eren actives i 25 eren inactives. De les 95 persones actives 88 estaven ocupades (52 homes i 36 dones) i 7 estaven aturades (3 homes i 4 dones). De les 25 persones inactives 11 estaven jubilades, 1 estava estudiant i 13 estaven classificades com a «altres inactius».

### Ingressos
El 2009 a Vodable hi havia 83 unitats fiscals que integraven 209 persones, la mediana anual d'ingressos fiscals per persona era de 18.329 €.

### Activitats econòmiques
Dels 3 establiments que hi havia el 2007, 2 eren d'empreses de construcció i 1 d'una empresa d'hostatgeria i restauració.
L'únic servei als particulars que hi havia el 2009 era un paleta.
L'any 2000 a Vodable hi havia 11 explotacions agrícoles que ocupaven un total de 528 hectàrees.

## Poblacions més properes
El següent diagrama mostra les poblacions més properes.